# Flight of the Conchords
Els Flight of the Conchords són un duet còmic neo-zelandès compost per Bret McKenzie i Jemaine Clement. El grup, presentat per ells mateixos com "el quarts grup més conegut de Nova Zelanda amb base de guitarra, digi-bongo, acapella-rap-funk-humorístic", utilitza una combinació d'observació enginyosa, caracterització i guitarra acústica. L'humor del duet va ser, en primer lloc, la base per una sèrie radiofònica de la BBC i, més tard, una sèrie de televisió produïda als Estats Units, amb el mateix nom i estrenada el 2006.